# Bosdroogbloem
De bosdroogbloem (Gnaphalium sylvaticum, synoniem: Omalotheca sylvatica) is een overblijvende plant uit de composietenfamilie.
De soort staat op de Nederlandse Rode lijst van planten als algemeen in Nederland voorkomend, maar sterk in aantal afgenomen. De plant komt voor in Europa, Oost-Canada en Nieuw-Zeeland.
De plant wordt 30-45 cm hoog, vormt een wortelstok en heeft aan de voet korte, witviltig behaarde scheuten zonder bloemen. De van boven donkergroene, weinig behaarde bladeren zijn meestal eennervig. De onderkant van de bladeren is echter witviltig behaard. De bladeren zijn 2-6 cm lang en 2-5 mm breed.
De bosdroogbloem bloeit van juli tot in september met geelachtig-witte bloemen, die in langwerpige hoofdjes zitten. De hoofdjes vormen een lange eindelingse aar of trosvormige bloeiwijze. De omwindselbladen zijn breed vliezig gerand met een grote, bruine vlek onder de top.
De plant komt voor op droge, vrij zure grond tussen hei en langs bospaden.

## Plantensociologie
De bosdroogbloem is een kensoort voor de wilgenroosje-associatie (Senecioni sylvatici-Epilobietum angustifolii).

## Externe link

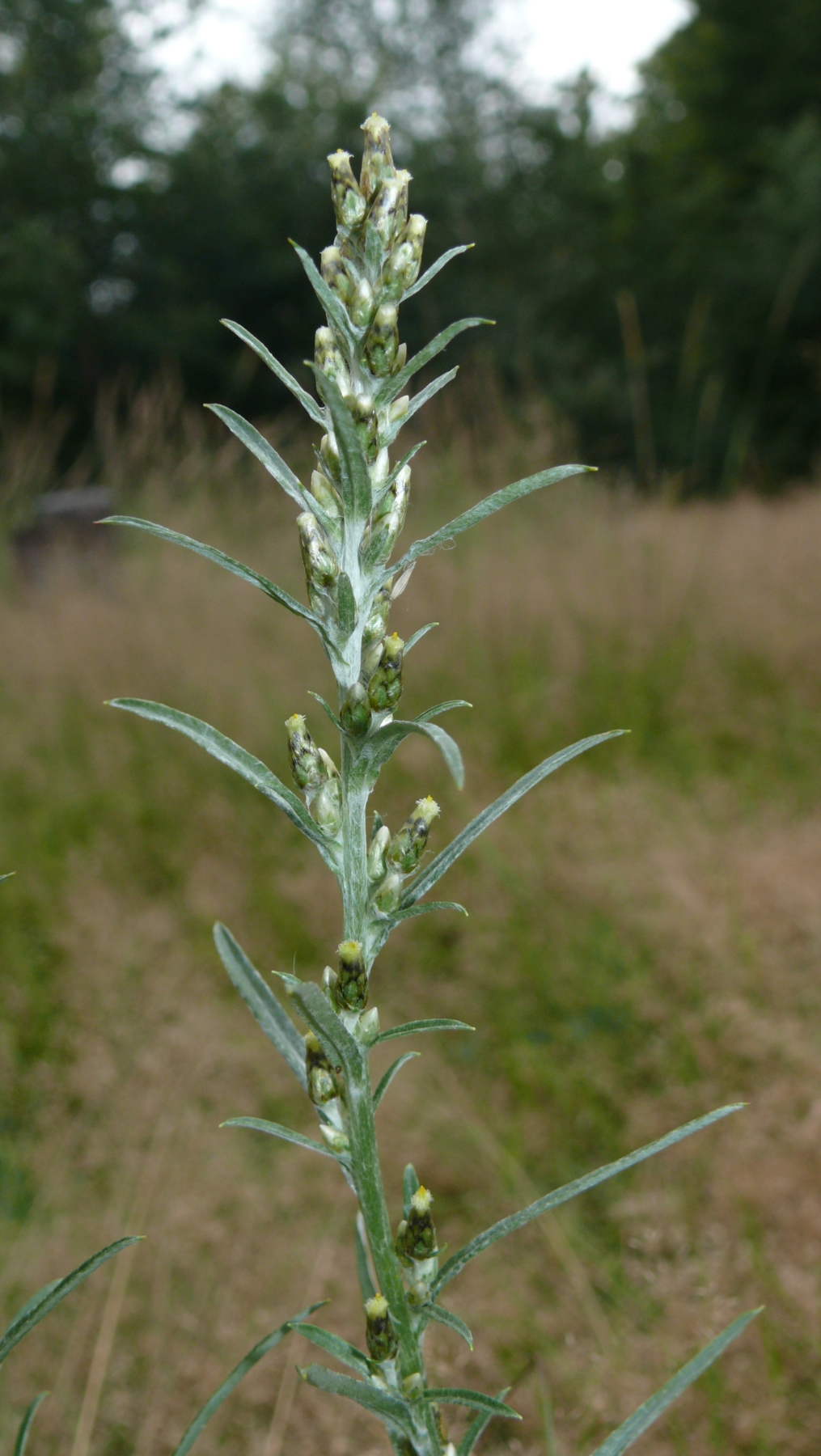
Bloeiwijze

## In andere talen
- Duits: Wald-Ruhrkraut
- Engels: Heath Cudweed
- Frans: Gnaphale des bois